# 匯賢智庫
匯賢智庫（Savantas Policy Institute）是一個香港政黨及智庫組織，於2006年7月18日成立，創會主席為現任香港立法會議員葉劉淑儀（現任新民黨主席）。

## 成立背景
葉劉淑儀2006年回港後，和陳岳鵬對香港問題的討論，吸引到其他在美國生活和留學的香港人參與，對香港問題的討論，由於不斷的非正式討論，結果逐漸演變為成立匯賢智庫。
2007年葉劉淑儀參與香港立法會港島區補選，敗予陳方安生，而在2008年再度參選立法會港島區議席，成功當選。
自新民黨在2011年成立之後，匯賢智庫就退出了政治方面的角色，在中國海外大廈的原址亦變成了新民黨的總部。現時(2023年)，匯賢智庫的會址搬到同區，屬於保良局旗下產業的壬子商業大廈23樓。

## 架構及創會會員
匯賢智庫主要由創會會員及理事所組成： 
- 葉劉淑儀 - 理事會主席
- 史泰祖 – 理事會副主席
- 陳梓翹 - 理事及創會會員
- 陳岳鵬 - 創會會員，前政制及內地事務局副局長
- 陳汝昌 - 創會會員
- 蔡宗衡 - 理事及創會會員
- 關治平工程師 - 理事
- 郭燦輝 - 理事及創會會員
- 林昍 - 理事
- 雷柱東 - 理事及創會會員
- 莫耀華 - 理事及創會會員
- 宋恩榮教授 - 理事

## 區議會議員（2007-2011）
匯賢智庫在區議會有一個議席。
| 區議會 | 代號 | 選區 | 姓名   | 備註 |
| ------ | ---- | ---- | ------ | ---- |
| 灣仔區 | B05  | 大坑 | 黃楚峰 |      |

## 外部連結
- 匯賢智庫 官方網址（页面存档备份，存于）